# سراب قطبي

السراب القطبي هو ظاهرة مألوفة لسكان الشواطئ خاصة في المناطق الباردة والمناطق الجليدية وفيه تبدو الأجسام الموجودة على سطح الأرض وكأنها مقلوبة ومعلقة في السماء كما بالشكل التالي.
وتحدث هذه الظاهرة عندما تكون طبقات الهواء السفلى باردة بينما تهب في الطبقات العليا تيارات ساخنة، وبذلك تقل كثافة طبقات الهواء بزيادة بعدها عن سطح الأرض، وبالتالي تقل معاملات انكسار طبقات الهواء المتتالية صعودا.
لذلك إذا تتبعت شعاعا ضوئيا صادرا من مركب شراعي تجده ينكسر في طبقات الهواء المتتالية مبتعدة عن العمود ومتخذا مسارا منحنيا حتى تصبح زاوية سقوطه في إحدى الطبقات أكبر من الزاوية الحرجة لهذه الطبقة بالنسبة للطبقة التي تعلوها فينعكس انعكاسا كليا ليتخذ مسارا منحنيا - متجها إلى الأسفل- في الاتجاه المضاد ليصل إلى العين فيبدو المركب معلق في الهواء وهو مقلوب.

## تفسير الحادثة
1 - عندما تكون طبقات الهواء السفلى باردة وطبقات الهواء العليا دافئة، فإنه كلما ارتفعنا إلى أعلى تقل كثافة الهواء وبالتالي تقل معاملات الانكسار لطبقات الهواء المتتالية.
2 - الشعاع الصادر من مركب شراعي ينتقل من طبقة معامل انكسارها كبير إلى طبقة أخرى معامل انكسارها صغير لذا ينكسر الشعاع مبتعدا عن العمود المقام على الحد الفاصل.
3 - يستمر انكسار الأشعة الضوئية بين طبقات الهواء المتتالية مبتعدة عن العمود المقام حتى تصبح زاوية السقوط في إحدى الطبقات أكبر من الزاوية الحرجة لهذه الطبقة بالنسبة للطبقة التي تليها فينعكس الشعاع انعكاسا كليا داخليا متخذا مسارا منحنيا إلى أسفل.
4 - عندما يصل الشعاع إلى العين نرى صورة المركب على امتداد الشعاع فتبدو الصورة مقلوبة وكأنها معلقة في السماء.